# Waffenrüstung Gottes

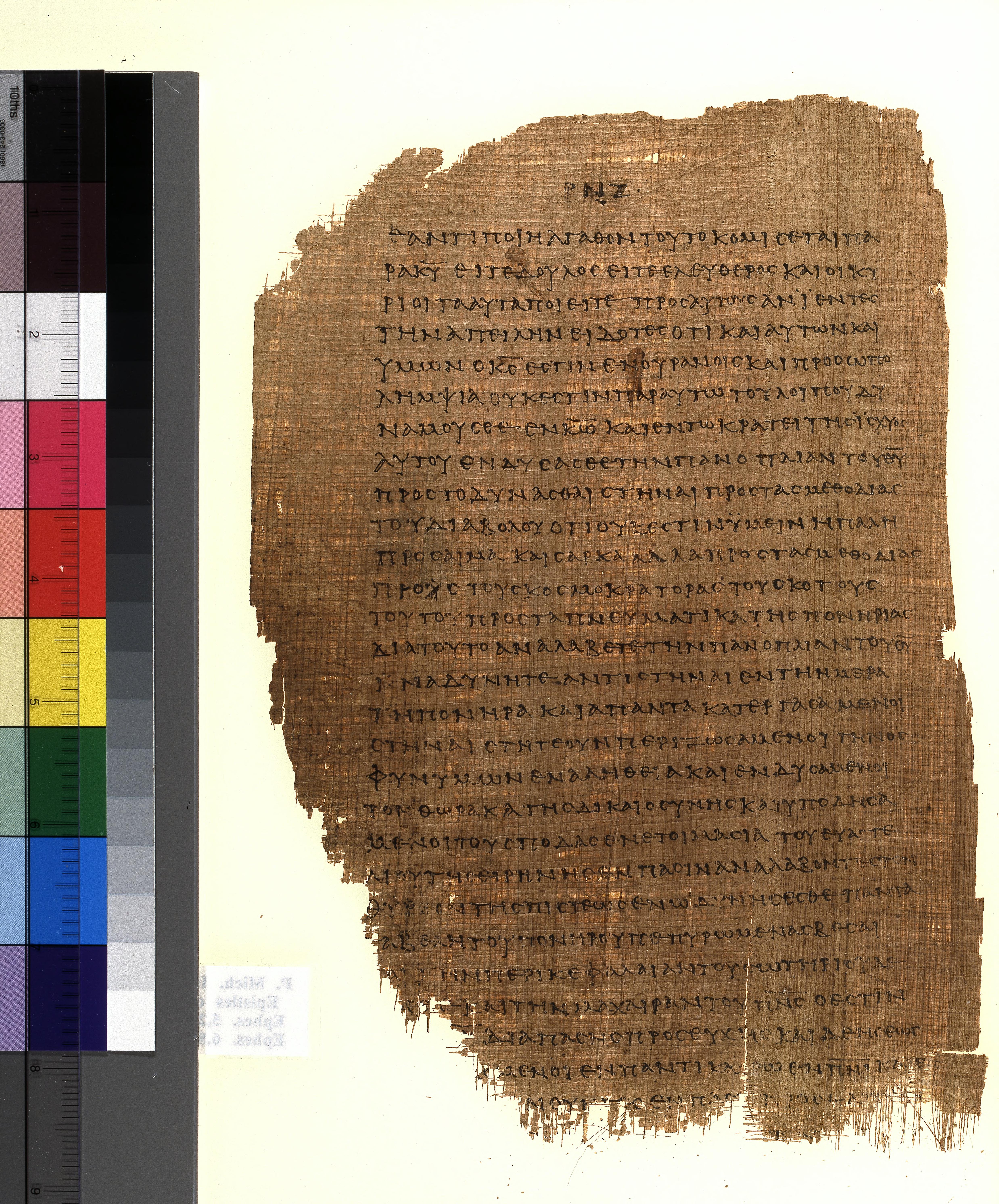
Epheser 6,8–18 von Papyrus 46 (circa 175–225 n. Chr.)

Die Waffenrüstung Gottes (griechisch πανοπλίαν τοῦ Θεοῦ panoplian tou Theou) oder geistliche Waffenrüstung ist eine Metapher aus dem sechsten Kapitel im Brief des Paulus an die Epheser in der Bibel. Der Autor ruft die Empfänger auf, sich sechs Attribute anzueignen, um dem Bösen beziehungsweise den Angriffen des Teufels (6,11 ) zu widerstehen, und verwendet eine militärische Rüstung als Bild dafür.

## Wortlaut
„Darum legt die Waffenrüstung Gottes an, damit ihr am Tag des Unheils widerstehen, alles vollbringen und standhalten könnt! Steht also da, eure Hüften umgürtet mit Wahrheit, angetan mit dem Brustpanzer der Gerechtigkeit, die Füße beschuht mit der Bereitschaft für das Evangelium des Friedens. Vor allem greift zum Schild des Glaubens! Mit ihm könnt ihr alle feurigen Geschosse des Bösen auslöschen. Und nehmt den Helm des Heils und das Schwert des Geistes, das ist das Wort Gottes!“

## Inhalt

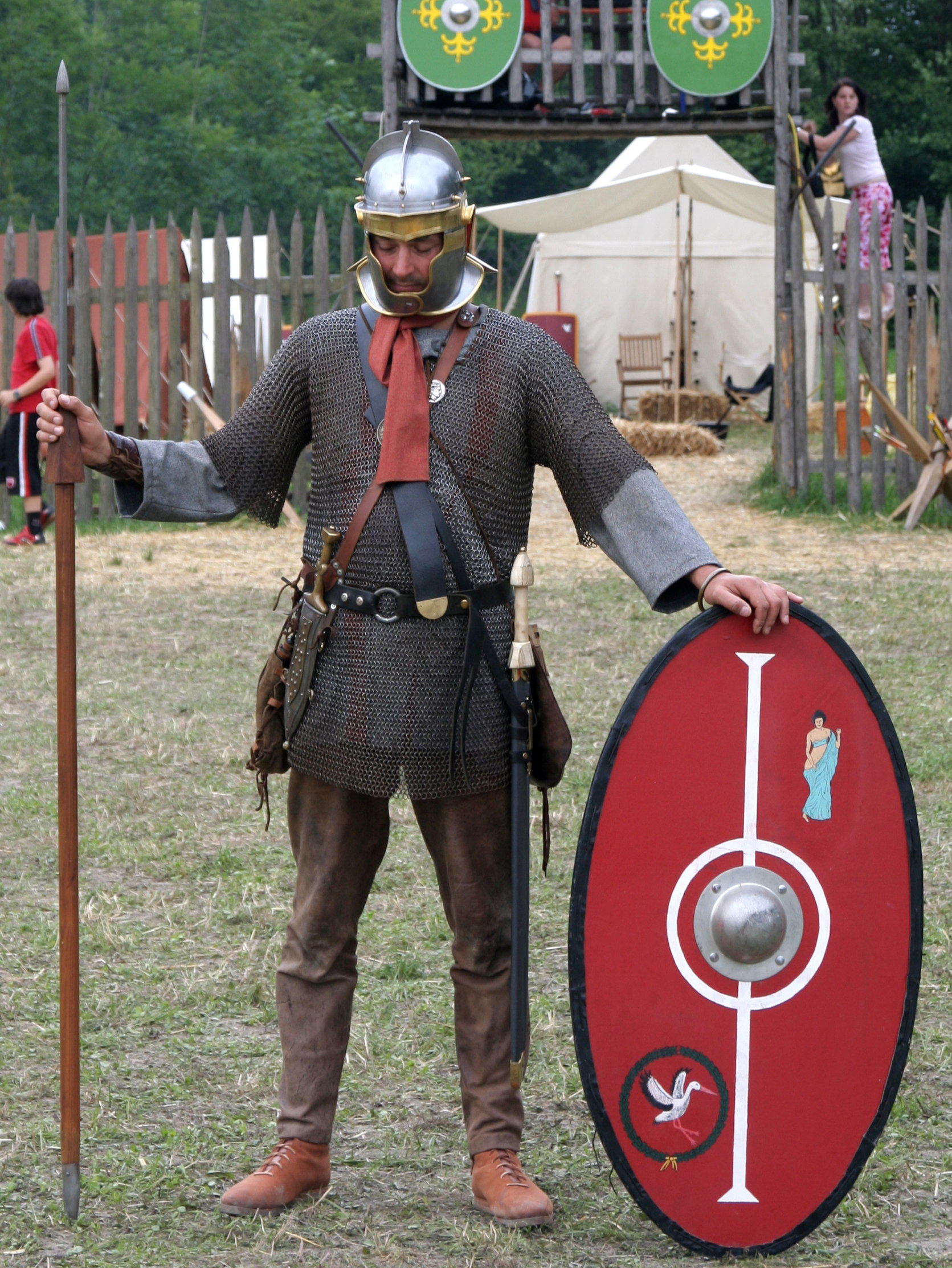
Rekonstruktion der Ausrüstung eines römischen Auxiliarsoldaten um 175 n. Chr.

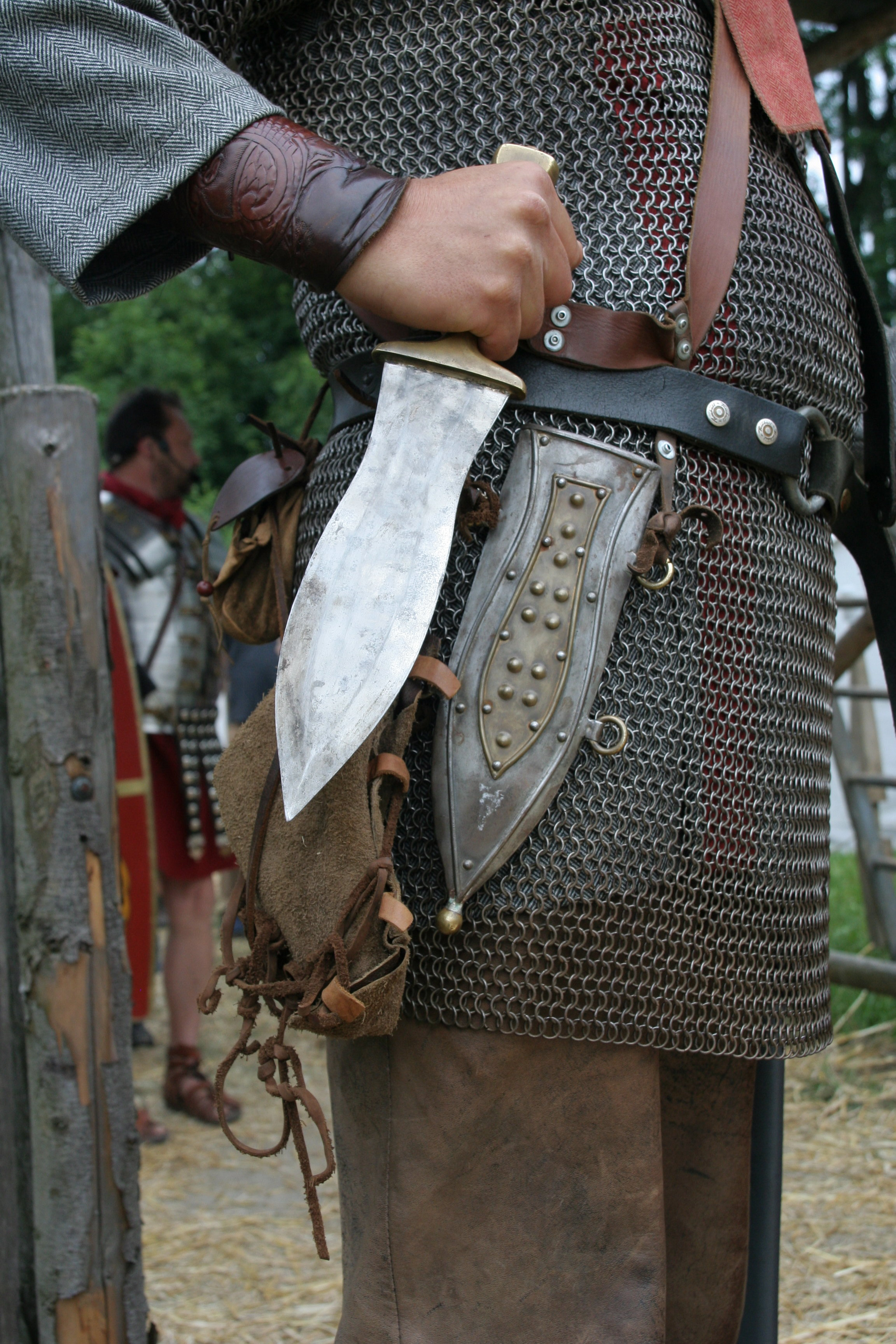
Pugio, der für das Wort Gottes steht

Die Waffenrüstung Gottes bildet den thematischen Abschluss des Epheserbriefs. Sie ist Teil der zweiten Hälfte des Briefs mit ethischen Unterweisungen in den Kapiteln 4 bis 6 und folgt auf Abschnitte über das Leben in der Gemeinde und für bestimmte Personengruppen wie Eheleute (5,21–33), Kinder und Eltern (6,1–4) sowie Sklaven und Herren (6,5–9). Der Aufruf, der mit der Rüstungsmetapher illustriert wird, richtet sich erneut an alle Nachfolger Jesu. Danach folgen nur noch wenige Verse mit Grüßen des Absenders.
| Rüstungsteil | Griechisch                                       | Im Text zugeschriebene Bedeutung             |
| ------------ | ------------------------------------------------ | -------------------------------------------- |
| Gürtel       | Περιζωσαμενοι perisossamenoi                     | Wahrheit                                     |
| Brustpanzer  | θώραξ thorax                                     | Gerechtigkeit                                |
| Schuhe       | ὑποδησάμενοι τοὺς πόδας hypodēsamenoi tous podas | Bereitschaft für das Evangelium des Friedens |
| Schild       | θυρεὸς thyreos                                   | Glaube                                       |
| Helm         | περικεφαλαία perikephalaia                       | Heil                                         |
| Schwert      | μάχαιρα machaira                                 | Wort Gottes                                  |

Die Teile der Rüstung sind von der Ausrüstung Römischer Legionäre inspiriert. Dementsprechend werden die Schuhe oft als Caligae interpretiert. Fünf der sechs Teile dienen dem Schutz und der Verteidigung. Die einzige Angriffswaffe ist das Schwert, das für das Wort Gottes steht. Vorbild dafür war der Pugio der Legionäre.
Der Text könnte sogar in Gegenwart eines solchen Soldaten geschrieben worden sein, denn der Autor bezeichnet sich selbst in Epheser 3,1  als „Paulus, der Gefangene Christi Jesu für euch, die Heiden“ und in Vers 6,20  als „Gesandter in Ketten“. Paulus, der im Epheserbrief mehrfach als Autor angegeben wird, war tatsächlich zeitweise in Rom im Gefängnis.

## Parallelstellen
Der Prophet Jesaja schreibt, „[Der Herr] zog Gerechtigkeit an wie einen Panzer und setzte den Helm des Heils auf sein Haupt und zog an das Gewand der Rache und kleidete sich mit Eifer wie mit einem Mantel“ (59,17 ) als Reaktion auf die Ungerechtigkeit der Menschen. Gewand und Mantel, die für Rache und Eifer oder Zorn stehen, bleiben Gott vorbehalten und werden in keiner dieser Textstellen Menschen zugeschrieben.
Das Buch der Weisheit, eine Spätschrift des Alten Testaments, enthält eine ähnliche Auflistung von Rüstungsteilen:

„[Der Herr] rüstet sich mit seinem Eifer und macht die Schöpfung zur Waffe, mit der er die Feinde abwehrt. Als Panzer zieht er Gerechtigkeit an und als Helm setzt er unbestechliches Gericht auf. Als Schild nimmt er unüberwindliche Heiligkeit und grimmigen Zorn schärft er zum Schwert; zusammen mit ihm kämpft die ganze Welt gegen die Toren. Treffsicher fahren Blitzespfeile dahin und fliegen aus den Wolken wie von einem wohlgerundeten Bogen ins Ziel. Eine Steinschleuder entsendet Hagelkörner, die voll von göttlichem Zorn sind. Das Wasser des Meeres wütet gegen sie und Ströme schlagen hoch über ihnen zusammen.“

In Lukas 11,22  beschreibt Jesus sein Verhältnis gegenüber Satan und, dass Jesus ihm „seine ganze Rüstung, auf die er sich verlassen hat,“ nehmen werde.
Auch im Römerbrief fordert Paulus die Empfänger auf, „die Waffen des Lichts anzulegen“, vorbildlich zu leben und „den Herrn Jesus Christus anzuziehen“ (13,12-14 ).
Im 2. Korintherbrief beschreibt Paulus das Dienstverständnis der Apostel und, wie sie sich als „Gottes Diener“ empfehlen wollen: unter anderem durch „das Wort der Wahrheit“ und „mit den Waffen der Gerechtigkeit in der Rechten und der Linken“ (6,7 ). In Vers 10,4f  betont er: „Die Waffen, die wir bei unserem Feldzug einsetzen, sind nicht irdisch“ und verwendet die Metapher der Gefangennahme wie bei Kriegsgefangenen für den Umgang mit falschen Gedanken.
Im 1. Thessalonicherbrief beschreibt Paulus, dass die Gläubigen sich „mit dem Panzer des Glaubens und der Liebe und mit dem Helm der Hoffnung auf Rettung [rüsten]“ (5,8 ).

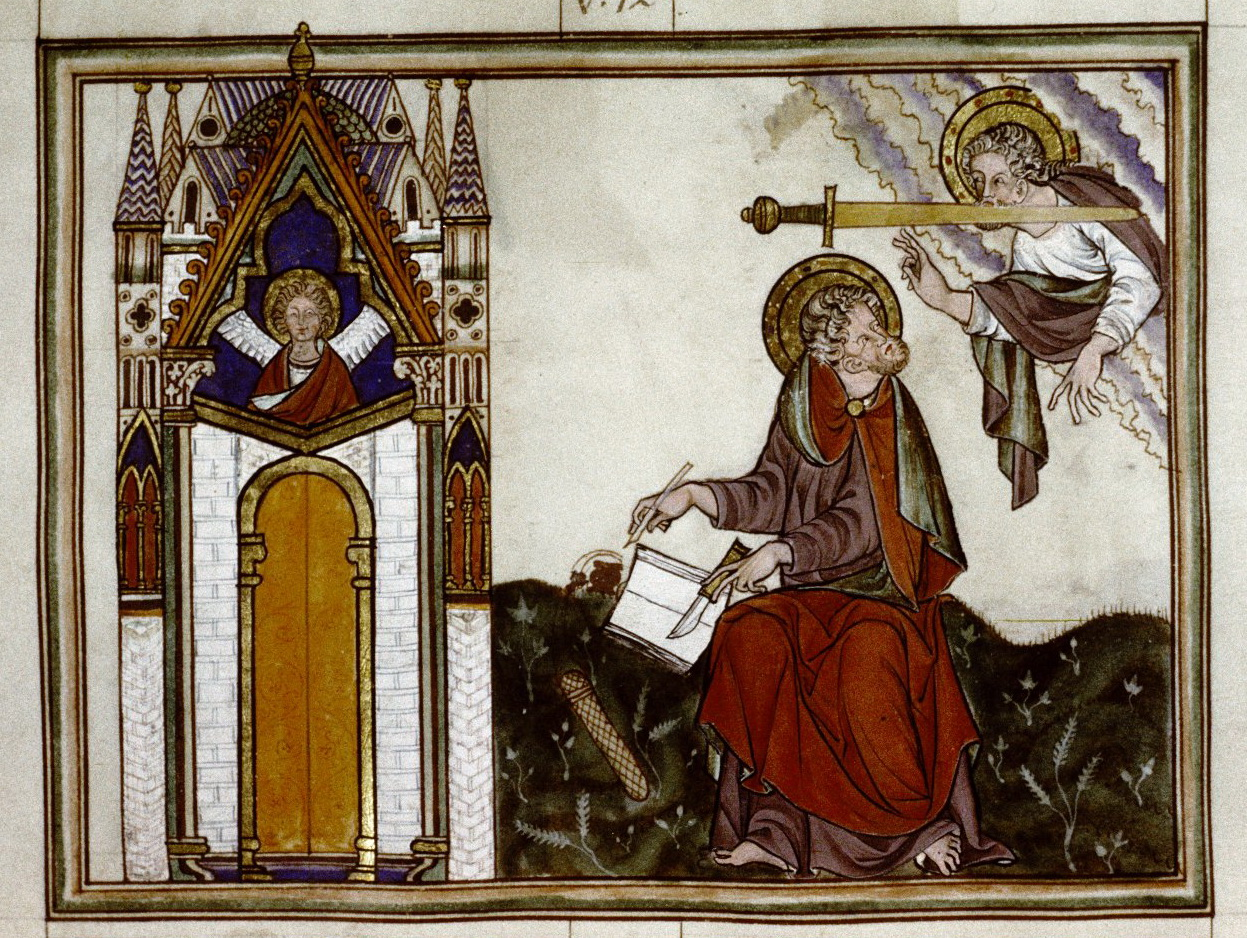
Christus mit einem zweischneidigen Schwert im Mund in der Douce-Apokalypse (um 1270)

Mit einem zweischneidigen Schwert wird auch in Hebräer 4,12  die überragende Wirksamkeit und Schärfe des Wortes Gottes verglichen. Außerdem tauchen „ein scharfes, zweischneidiges Schwert“ und „ein scharfes Schwert“ als Bilder in den Visionen in Offenbarung 1,16  beziehungsweise 19,15  auf. Im dritten der Sieben Sendschreiben in Offenbarung 2,12-17  lässt „Er, der das scharfe, zweischneidige Schwert trägt“ der Gemeinde in Pergamon mitteilen, die Anhänger der Irrlehre der Nikolaiten sollten umkehren – „Sonst komme ich bald und werde sie mit dem Schwert in meinem Mund bekämpfen.“

## Rezeption
Entsprechend der evangelischen Perikopenordnung gehört der Abschnitt Eph 6,10–17 zu den vorgeschlagenen Texten am 21. Sonntag nach Trinitatis im Kirchenjahr. Die katholische Leseordnung enthält für die Sonntage im Jahreskreis den Epheserbrief nur bis Kapitel 5, aber für Wochentage Eph 6,10–20 am Donnerstag der 30. Woche im Lesejahr II.

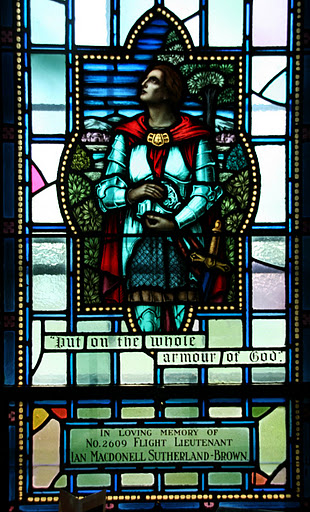
Bleiglasfenster im Royal Military College of Canada

Die vollständige Waffenrüstung Gottes oder einzelne Teile wie der Helm des Heils oder der Schild der Glaubens sind vielfach in religiöser Kunst abgebildet, zum Beispiel in Bleiglasfenstern, Gemälden und Verzierungen von Portalen.
Die 1964 vom Zweiten Vatikanischen Konzil verabschiedete Konstitution Lumen gentium referenziert den Textabschnitt zweimal.
In Kapitel IV Die Laien wird im 35. Abschnitt beschrieben, wie die Laien die Hoffnung des Evangeliums ausdrücken, und auf die Zielsetzung der geistlichen Waffenrüstung verwiesen:

„Diese Hoffnung [auf die zukünftige Herrlichkeit] sollen sie aber nicht im Inneren des Herzens verbergen, sondern in ständiger Bekehrung und im Kampf ‚gegen die Weltherrscher dieser Finsternis, gegen die Geister des Bösen‘ (Eph 6,12 ) auch durch die Strukturen des Weltlebens ausdrücken.“

Im 48. Abschnitt in Kapitel VII Der endzeitliche Charakter der pilgernden Kirche und ihre Einheit mit der himmlischen Kirche werden die irdische und die himmlische Identität der Christen verglichen. Trotz der hoffnungsvollen Erwartung, im Himmel bei Christus zu sein, sollen sie schon jetzt ein Leben für ihn führen. Für diesen Aufruf wird die Metapher „Waffenrüstung Gottes anziehen“ wiederverwendet, ohne die Tugenden einzeln zu nennen:

„Wir sind also bestrebt, in allem dem Herrn zu gefallen (vgl. 2 Kor 5,9 ), und ziehen die Waffenrüstung Gottes an, um standhalten zu können gegen die Nachstellungen des Teufels und zu widerstehen am bösen Tage (vgl. Eph 6,11-13 ).“

The Sword Project ist nach dem Schwert aus der Waffenrüstung benannt.
Während der Herrschaft der Nationalsozialisten wurden Bücher oft als „Schwert des Geistes“ bezeichnet. Die Abteilung Schrifttum des Reichsministerium für Volksaufklärung und Propaganda verwendete die Analogie für die von ihr von 1940 bis 1943 herausgegebene Schriftenreihe Das Buch ein Schwert des Geistes. Grundliste für den deutschen Leihbuchhandel.